# Бородай, Юрий Мефодьевич
Ю́рий Мефо́дьевич Борода́й (22 февраля 1934, Москва — 28 августа 2006, Москва) — советский и российский философ

 и публицист, доктор философских наук.

## Биография
В 1957 году окончил философский факультет МГУ, а в 1958 году — факультет журналистики.
В 1961—1967 годах работал в философской редакции издательства «Высшая школа».
С 1967 года — старший научный сотрудник Института философии АН СССР. С начала 1990-х годов — ведущий научный сотрудник Института философии РАН.
Характеризуется как видный антисемитский идеолог. На его антисемитские взгляды повлияла пассионарная теория этногенеза Льва Гумилёва.

### Семья
Был женат на философе П. П. Гайденко. Дочь Татьяна (род. 1957), кандидат филологических наук, специалист по античной и средневековой философии, переводчик, преподаватель древнегреческого и латинского языков (МГУ). Сын Александр Бородай (род. 1972), политик, бывший глава непризнанной Донецкой Народной Республики.

## Основные работы
Бородай — автор семи монографий, в том числе:
- Теория познания — проблема продуктивного воображения.
- Воображение и теория познания: К критике кантовского учения о продуктивной способности воображения. — М.: Высшая школа, 1966. — 150 с.
- От фантазии к реальности: Происхождение нравственности. — М.: ИФ РАН, 1995. — 270 с.
- Эротика, смерть, табу: Трагедия человеческого сознания / Русское феноменологическое общество. — М.: Гнозис, 1996. — 416 с. — ISBN 5-7333-0411-1. (Рецензия в журнале «Новый мир»)
- Теологические истоки категорического императива Канта.

Им также написан ряд статей, некоторые из них — в соавторстве с А. Ф. Лосевым и Л. Н. Гумилёвым, которые вместе с Александром Зиновьевым входили в круг его учителей и друзей. Рецензия Ю. М. Бородая на книгу Гумилёва «Этногенез и биосфера Земли», опубликованная в журнале «Природа», вызвала резкую реакцию в Академии Наук СССР, в итоге за «идеологический промах» заместитель главного редактора журнала В. А. Гончаров был уволен, а члены редколлегии А. К. Скворцов, А. Л. Бызов и А. В. Яблоков получили выговоры.
Автор оригинальной концепции происхождения сознания. Теоретик так называемого «третьего пути» для России.
Автор единственного художественного произведения:
- Пастораль эпохи позднего сталинизма. — М.: Праксис, 2005. — 224 с. — 2000 экз. — ISBN 5-901574-47-8.